# Brasyl
A Brasyl egy 2007-ben megjelent sci-fi regény Ian McDonald tollából. 2008-ban jelölték Hugo-díjra, Nebula-díjra, Locus-díjra, a John W. Campbell-emlékdíjra és a Warwick Prize for Writingra is. 2008-ban elnyerte a BSFA díjat.
Magyarul 2014-ben jelent meg az Ad Astra kiadó gondozásában, Tamás Gábor fordításával.

## Cselekmény
|  | Alább a cselekmény részletei következnek! |

A történet három szálon fut.
São Paulo, 2032: A megszámlálhatatlan milliók, a lélegzetelállító gazdagság és az életet elszívó nyomor városa. Egy város, amire az örökké éber angyalok vigyáznak, figyelik minden mozdulatodat, a pénzed áramlását. Egy város, ahol egy tolvaj csapdába és szerelembe eshet az illegális kvantumszámítások zavarba ejtő világában. Ez a szál Edson Jesus Oliveira de Freitas történetét meséli el.
Rio de Janeiro, 2006: A foci és a capoeristák városa, ahol Jézus széttárt karral figyel. Ennek a szálnak Marcelina Hoffman a főszereplője, aki egy TV-s producer.
Brazília, 1732: Az Amazonas medencéje, a Rio Negro és Rio Branco közös medrének vidéke. Egy édeni szépségű táj, az arany és a borzalmas halál földje, ahol índio-k és rabszolgák vesznek körbe. Az őrület és a vallás birodalma, ahol a valóság töréspontra érkezik. Luis Quinn atya és dr. Robert François St. Honoré Falcon történetét meséli el ez a szál. Az alaphelyzet nagyon hasonlít A sötétség mélyén című regényéhez.
|  | Itt a vége a cselekmény részletezésének! |

## Magyarul
- Brasyl; ford. Tamás Gábor; Ad Astra, Bp., 2014

## Külső hivatkozások
- Ian McDonald: Brasyl
- kritika az eKultúrán.